# صلاح عز الدين
صلاح عز الدين متموّل لبناني كبير وصاحب أعمال ضخمة في لبنان، ومتهم بإدارة مصالح على طريقة Pyramid scheme مما أدّى إلى خسارة مئات الملايين من الدولارات للعديد من اللبنانيين، واعتقل على أثر ذلك، وتم التحقيق معه حول أعماله المالية التي أدت إلى إفلاسه وخسارة مبالغ قد تصل إلى مليارين و200 مليون دولار.